# Liste des peuples indigènes des Amériques
Pour des articles plus généraux, voir Amérindiens aux États-Unis et Premières Nations.

## Peuples d'Amérique du Nord

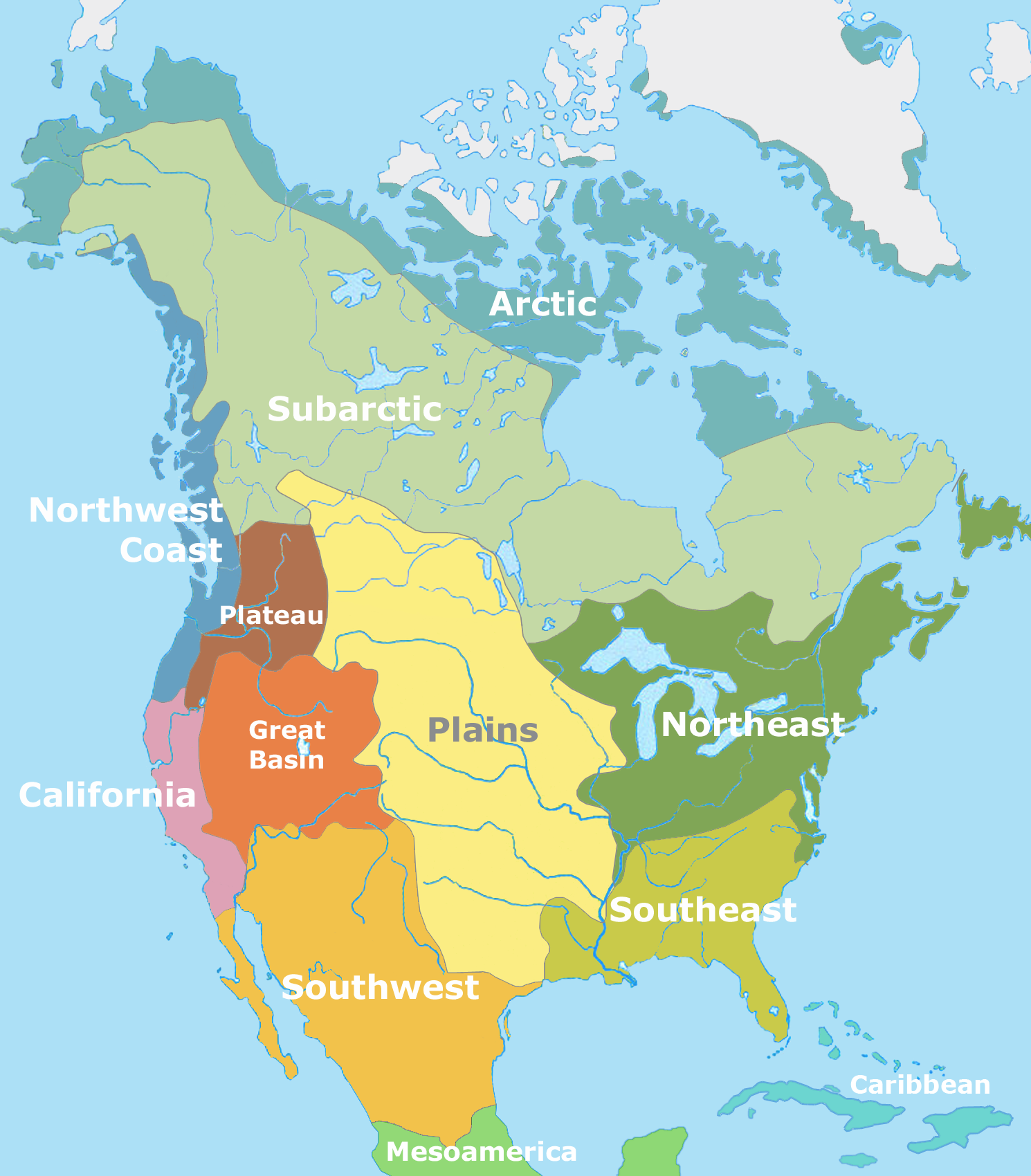
Classification des peuples d'Amérique du Nord.

De nombreux ethnologues classent les peuples d'Amérique du Nord en dix régions. Dans la liste suivante, les peuples sont classés par région d'origine.

### Région arctique
- Paléoesquimaux
- Aléoutes
- Inuits
- Yupiks

### Région sub-arctique
- Ahtnas (Ahtena, Nabesna)
- Anichinabés
- Attikameks
- Babines (en)
- Chilcotins (ou Tsilhqot’in)
- Couteaux-jaunes
- Cris (en français) ou Crees (en anglais)
- Dakelh (Porteurs en français, Carrier en anglais)
- Danezaa (ou Dunneza, Tsattine, Beaver)
- Deg hit'an
- Dena'ina (ou Tanaina)
- Gwich’in
- Häns
- Hare
- Holikachuk (en)
- Innus (Montagnais)
- Kaska (Nahane)
- Kolchan (Kuskowim supérieur (en))
- Koyukon (en)
- Mountain
- Naskapis
- Nisga'a
- Ojibwés
- Oji-Cris
- Sekani
- Sahtus (Bearlakes)
- Slavey (dialectes : Hay River, Simpson Providence, Liard, Fort Nelson)
- Tagish
- Tahltans
- Tanacross
- Tchipewyans
- Tlichos (Dogrib)
- Tlingits
- Tsetsaut (en)
- Tsimshians
- Tutchone du Nord
- Tutchone du Sud
- Wet'suwet'en

### Californie
- Achomawi (Indiens de la Pit River)
- Antoniaño
- Atsugewi
- Bear River
- Cahuillas
- Campo
- Chukchansi
- Chumash
  - dialectes : 
    - Roseño,
    - Chumash purisimeño,
    - Barbareño,
    - Inezeño,
    - Ventureño,
    - Obispeño,
    - Cruzeño,
    - Emigdiano
    - Allilik
- Chilula
- Chimariko
- Costanoan
  - dialectes :
    - Ramaytush,
    - Juichen,
    - Chocheño,
    - Tamyen,
    - Awaswas,
    - Chalon,
    - Mutsun,
    - Rumsen
- Cupeños
- Diegueño
- Esselen
- Ferneteño: voir Tataviam
- Gabrieliño: voir Tongvas
- Giamina
- Huchnom
- Hupas
- Ipai
- Jamul
- Juaneño
- Kamia
- Karuk
- Kato
- Kiliwa
- Kitanemuk
- Konomihu
- Konkow
- Kumeyaay
- Lassik
- Luiseño
- Maidu
- Mattole
- Mesa Grete
- Migueleño
- Mission Indians
- Miwoks (Me-wuk)
- Modocs
- Mojaves
- Monache
- Nakipa
- Nisenan
- Nomlaki
- Nongatl
- Ohlones
- Paipai (Akwa'ala)
- Patwin
- Pomos
- Salinan
- San Clemente
- San Nicolas
- Santa Catalina
- Serrano (en)
- Shastas
- Sinkyone
- Tache
- Tachi
- Tataviam
- Tipai
- Tolowa
- Tongvas
- Tsnungwe
- Tubatulabal
- Wailaki
- Wappos
- Whilkut
- Wintun
- Wiyots
- Yanas
  - Yahis
- Yocha Dehe
- Yokuts
- Yukis
- Coast Yuki
- Yuroks

### Forêts de l'Est
- Abénaquis
- Accohannock (Marylet)
- Algonquins
- Andastes
- Béothuks ou Newfoundlet
- Caniba
- Cherokees
- Conoy
- Winnebagos
- Hurons-Wendats (au sud de la baie Géorgienne en Ontario, maintenant en Oklahoma et à Wendake au Québec)
- Illinois (Illini) ont donné leur nom à l'État qui occupe leur territoire, l'Illinois
- Iroquois (New York)
  - Cayugas
  - Mohawks
  - Onneiouts
  - Onondagas
  - Sénécas ou Tsonnontouans
  - Tuscaroras
- Kickapous (Illinois, Missouri, Kansas, Oklahoma, Texas)
- Laurentiens
- Lenni-Lenape (Pennsylvanie, Delaware, New Jersey, aujourd'hui en Oklahoma (à la suite de la déportation du Indian Removal Act))
- Loup A
- Loup B
- Malécites (Etchemins)
- Mascoutins
- Massachusetts
- Menominee
- Micmacs (Maine, Québec, et régions atlantiques du Canada)
- Miamis (Indiana maintenant en Oklahoma)
- Mingos (Pennsylvanie, Ohio)
- Mohicans
  - Mohegans
  - Mohicans
  - Pequots
- Montauks (New York)
- Munsee
- Nanticokes
- Narragansetts (Rhode Island)
- Natick
- Ériés
- Neutres
- Nipissing
- Nipmuck (Massachusetts)
- Nottoway (Virginie)
- Ojibwés (Chippewa, Anishaabe) (Michigan, Minnesota, Wisconsin, Dakota du Nord, Montana)
- Oji-Cree
- Ottawa
- Paugusset  (Connecticut)
- Passamaquoddys (Maine)
- Pentagouets  (Maine)
- Peorias (Illinois, déportés en Oklahoma par le Indian Removal Act)
- Pétuns
- Pocumtuk
- Poospatuck (New York)
- Potéouatamis (Michigan)
- Powhatans (Virginie)
- Quiripi
- Ramapough Mountain Indians (New Jersey)
- Mesquakies
- Hopewell (Ohio et région de la Black River (en)
- Sauks
- Saulteaux
- Secotan
- Chaouanons (Ohio, Pennsylvanie (la plupart ont été déportés en Oklahoma par le Indian Removal Act))
- Shinnecock  (New York)
- Souriquoian
- Unalachtigo
- Unami
- Unquachog
- Wampanoags (Massachusetts)
- Wappinger
- Wawenoc
- Weas
- Wenros
- Wyetot/Huron (au sud de la baie Géorgienne en Ontario à l'origine, déportés par le Indian Removal Act en Oklahoma ; et à Wendake, Québec)

### Grand bassin
- Bannocks
- Chemehuevi
- Gosiutes (Utah)
- Kawaiisu
- Koso
- Mandas (entièrement exterminés, vivaient dans le Dakota du Nord )
- Mono
- Owen's Valley
- Paiute du Nord,  (Californie, Nevada, Oregon (Burns-Paiute), Arizona)
- Paiute du Sud (Kaibab)
- Timbisha
- Paviotso
- Shoshones (Shoshoni) (Nevada, Wyoming, Californie)
- Wind River Shoshone
- Tümpisa
- Utes (Utah, Colorado)
- Washo (Nevada, Californie)

### Plateaux
- Cayuses en Oregon
- Celilo (Wayampam)
- Chinookans supérieurs 
  - dialectes : 
    - Clackamas,
    - Cascades,
    - Hood River,
    - Wasco,
    - Wishram,
    - Kathlamet,
    - Wishram,
    - Cathlamet,
    - Multnomah.
- Columbian
  - Wenatchi,
  - Sinkayuse,
  - Chelans)
- Cœur d'Alène Idaho
- Colville, Washington
- Cowlitz supérieurs
- Flatbow
- Têtes-Plates
- Fountain
- John Day
- Kalispel,Washington
- Kittitas
- Klamaths
- Klikitat, Washington
- Kootenay (ou Kutenai), Idaho
- Lakes
- Lillooet
- Lower Snake
  - Chamnapam,
  - Wauyukma,
  - Naxiyampam
- Modocs
- Molala (Molale) en Oregon
- Nez-Percés dans l'État de l'Idaho
- Nicola (en)
- Okanagan (dialectes du sud et du nord)
- Palus (Palouses)
- Pend d'Oreilles
- Rock Creek
- Sahaptins
- Sanpoil
- Shuswap
- Spokanes, Washington
- Tenino
- Thompson
- Tygh
- Tygh Valley
- Umatillas en Oregon
- Nisqually supérieurs (Mishalpan)
- Walla Walla en Oregon
- Wanapum
- Wascos en Oregon
- Yakamas dans l'État de Washington

### Régions côtières du nord-ouest
- Alsea
- Applegate
- Bella Bella
- Bella Coola
- Calapooia ou Calapuya, voir Kalapuya
- Chasta Costa
- Chehalis (bas et haut)  Washington
- Chemakum  Washington
- Chetco
- Chilliwak
- Chinook
  - dialectes: 
    - Lower Chinook,
    - Upper Chinook,
    - Clackamas,
    - Wasco.
- Chinook Jargon
- Clatsop
- Clatskanie (Tlatskanie)
- Comox (en)
- Coos {Hanis} Oregon
- Lower Coquille (Miluk)  Oregon
- Upper Coquille
- Cowichan
- Lower Cowlitz  Washington
- Duwamish  Washington
- Eyak Alaska
- Galice
- Haïdas
  - Dialectes : 
    - Kaigani,
    - Skidegate,
    - Masset)  Alaska
- Haihai
- Haisla
- Halkomelem
- Heiltsuk
- Hohs Washington
- North Kalapuya
  - Dialectes : 
    - Yamhill ou Yamel,
    - Tualatins ou Tfalati ou Atfalati.
- Central Kalapuya
  - Dialectes : 
    - Santiam,
    - Mary's River,
    - Lakmiut,
    - Ahantchuyuk,
    - Lower McKenzie ou Mohawk.
- South Kalapuya (Yonkalla ou Yoncalla)
- Kimsquit
- Kitimat
- Klallam ou Clallam
  - Dialectes: 
    - Klallam (Lower Elwha),
    - S'Klallam (Jamestown),
    - S'Klallam (Port Gamble))
- Klemtu
- Klickitat
- Koskimo
- Kwalhioqua
- Kwakwaka'wakw
- Kwalhioqua
- Kwantlem
- Kwatamis
- Upper Illinois ou (Rogue River) Oregon, Californie
- LummiWashington
- Lushootseed
- Makah Washington
- Muckleshoot Washington
- Musqueam
- Nanaimo
- Niskwalli
- Nooksack Washington
- Nisqually Washington
- Pentlatch
- Puyallups Washington
- Quileute Washington
- Quinaults Washington
- Rivers Inlet
- Saanich
- Samish
- Sauk-Suiattle Washington
- Sechelt
- Shoalwater Bay Washington
- Siletz (en) Oregon
- Siuslaw Oregon
- Skagit
- Skokomish Washington
- Sliammon
- Snohomish (en)
- Songish
- Sooke
- Tribu de Squaxin Islet Washington
- Spokanes Washington
- Stillaguamish Washington
- Squamish Washington
- Swinomish Washington
- Taït
- Takelma Oregon
- Talio
- Tillamooks (Nehalem) Oregon
- Tlatlasikoala
- Tlingit  Alaska
- Tolowa-Tututni
- Tsimshians
  - Dialectes: 
    - Hartley Bay,
    - Prince Rupert,
    - Giteto,
    - Kitkatla)
- Tulalip Washington
- Twana
- Lower Umpqua Oregon
- Upper Umpqua Oregon
- Upper Skagit Washington
- Wikeno
- Yaquinas

### Grandes plaines
- Aranamas
- Arapahos (Arapahoe, Gens de Vache)
- Atsina (Gros Ventre des Prairies)
- Besawunenas
- Caddo
- Cheyennes
- Chicachas
- Comanches
- Cris des plaines (Nehiyaw)
- Hasinais
- Karankawas
- Kaws (Kanza)
- Kiowas
- Kiowa Apache (Oklahoma)
- Kitsai
- Lipan
- Metan (Dakota du Nord)
- Mississaugas
- Nawathinehena
- Plains Ojibwe
- Ottawa (Michigan; Oklahoma)
- Pawnees (Dialectes: South Bet, Skiri) (Oklahoma)
- Pikunis (Blackfeet, Piegan)
- Sahnish (Arikara)
- Sarsi (Tsuu T'ina)
- Sauks (à l'origine autour des Grands Lacs, déportés en 1830 par le Indian Removal Act au Kansas, en Oklahoma et en Iowa)
- Siksikas
- Sioux
  - Dakotas
    - Lakotas (Sud du Dakota, Wyoming, Nebraska, Nord-Est du Colorado)
      - Tetons
        - Hunkpapas
        - Itazipacola Aussi appelés Itazipco, Sans-Arcs
        - Mnikoozu Aussi appelés Miniconjou
        - Oglalas
        - Oohenonpa Aussi appelés Two-Kettle
        - Sicangu Aussi appelés Brûlés, Cuisses brûlées
        - Sihasapa Aussi appelés Pieds-Noirs

    - Nakotas Aussi appelés Yankton. (Sud du Minnesota, Nord de l'Iowa, Nebraska, Nord et Sud du Dakota)
      - Assiniboines
      - Hunkpati
      - Ihanktonwan Aussi appelés Yankton
      - Ihanktonwana Aussi appelés Yanktonai

    - Santee Aussi appelés Dakota par les autres tribus. (Minnesota, Nord-Est et Sud du Dakota, Iowa, Canada)
      - Mdwakanton Aussi appelés Mdewkanton
      - Sissetanwan Aussi appelés Sisseton
      - Wahpekute
      - Wahpetonwan Aussi appelés Wahpeton

  - Chiwere
    - Iowas
    - Otos Aussi appelés Otoe. (Oklahoma)
    - Missouri (Missouri)

  - Dhegiha
    - Omahas (Nebraska)
    - Poncas (Nebraska, Oklahoma)
    - Quapaws (Arkansas, Oklahoma)
    - Osages (Oklahoma)
    - Kansa

  - Hidatsas
    - Hidatsas Aussi appelés Gros Ventre du Missouri
    - Crow Aussi appelés Corbeaux, Absaroka, Apsáalooke

  - Mandans
    - Mandans
- Stoneys
- Tamique
- Tonkawas (Oklahoma)
- Wichitas (Oklahoma [Affiliated Tribes - Wichita, Waco, Tawakoni, Keechi])
- Wyetot (Ontario, Michigan)

### Régions du sud-est
- Adai
- Ais Floride
- Alabamas
- Apalache Floride
- Atakapas
- Bidai
- Biloxi Mississippi
- Caddo
- Calusa
- Catobas
- Chatot
- Chawasha
- Cherokees
- Chiaha
- Chickahominy Virginie
- Chickamaugas
- Chicachas
- Chitimachas
- Chactas
- Creeks Alabama ; Oklahoma, Georgie
- Coushatta  Louisiana
- Coharies
- Cusabo
- Hitchitis
- Houmas  Louisiane
- Iswa
- Jeaga Floride
- Koasati
- Lumbees
- Mattaponi  Virginie
- Meherrin  Caroline du Nord
- Mikasuki    Floride
- Mobile
- Mocama Floride Géorgie
- Monacan  Virginie
- Nansemonds  Virginie
- Natchez Mississippi, Louisiane
- Nottoway (en)
- Ofo
- Pamlico (Caroline)
- Pamunkey  Virginie
- Pee Dee  Caroline du Sud, Caroline du Nord
- Pensacola
- Rappahannock Virginie
- Saponi
- Saturiwa Floride
- Séminoles  Floride; Oklahoma
- Tacatacuru Floride, Géorgie
- Taensas
- Tawasa
- Tekesta Floride
- Timucuas  Floride
- Topachula  Floride
- Tuskegee
- Tutelo
- Tunica Mississippi
- Utina Floride
- Waccamaw Caroline du Nord, Caroline du Sud
- Woccon
- Yamasees
- Yuchis

### Régions du sud-ouest
- Pueblos ou Acoma
- Ak Chin  Arizona
- Apache  Arizona, Nouveau-Mexique, Oklahoma
- Chiricahua
- Cochimi  Basse-Californie
- Cochiti
- Cocopa  Arizona
- Halchidhoma
- Hano  Arizona, Réserve Hopi
- Hualapai
- Havasupai  Arizona
- Hohokams  Arizona
- Hopis  Arizona
- Pueblos du Sud
- Pueblos du Sud (Isleta)
- Pueblos Jemez
- Jicarilla
- Jumanos
- Karankawas
- Kavelchadhom
- Pueblos Kerez
- Laguna
- Luceros
- Maricopas
- Mescaleros Apache
- Mojaves
- Nambé
- Navajos
- Opata
- PueblosPecos
- Pericú, Basse Californie
- Pueblos Picuris
- Pimas, Arizona
- Pima bajo
- Piro
- Pueblo tribu, Nouveau Mexique
- Qahatika
- Quechans, Arizona
- Pueblos Setia (Nafiat était le nom donné au Pueblos de Bernalillo)
- Pueblos San Carlos
- Pueblos San Felipe
- Pueblos San Idelfonso
- Pueblos San Juan
- Pueblos Santa Ana
- Pueblos Santa Clara
- Pueblos Santo Domingo
- Seri
- Sumas
- Pueblos Taos
- Pueblos Tesuque
- Pueblos Tewa
- Pueblos Tiguas
- Tobosos
- Tohono O'odham (O'odham) Arizona
- Tonto du Nord
- Tonto du Sud
- Waicuri (Guaicura)  Baja California
- Walapai
- White Mountain
- Yaquis (Yoeme)
- Yavapais  Arizona
- Yuman (Quechans)
- Pueblos  Zia|Zia
- Pueblos  Zuni

## Peuples d'Amérique centrale
Les Amérindiens d'Amérique centrale sont en général classé par langue mais aussi en fonction de leur environnement et des traits culturels communs.

### CaraïbesetAntilles
- Ciboneys
- Arawaks
  - Taïnos
  - Lucayens
- Caraïbes
- Garifunas
- Kuna

### Mésoamérique
- Aztèque
- Conchos
- Guachichils
- Guaymís
- Huaxtèque
- Jicaques
- Lenca
- Maya
  - Mam
  - Quichés
  - Tzeltal
  - Tzotzil
  - Tojolabal
  - Ch'ol
- Mazatec
- Mixtèque
- Nahuas
- Otomi
- Olmèque
- Pames
- Papagos
- Pipil
- Tarahumaras
- Tepehuas
- Purépechas
- Teotihuacan
- Tépanèque
- Toltèque
- Totonaque
- Ulvas
- Zapotèque
- Zoques
- Mosquitos

## Peuples d'Amérique du Sud
- Peuples indigènes d'Amérique du Sud, Amérindiens dans la société latino-américaine au XXe siècle

### Régionsandines
- Arabelas (es)
- Atacameño
- Araucanos
- Aymaras (langues aymaranes)
  - Angaraes
  - Cabana-Condes
  - Callahuayas
  - Canas
  - Canchis
  - Cantá
  - Carangas
  - Carumas
  - Chancas
  - Charcas
  - Chocorbos
  - Chuis
  - Chumbivilcas
  - Collaguas
  - Collas
  - Condes
  - Cotabambas
  - Huancas
  - Lipes
  - Lucanas
  - Lupacas
  - Chibchas
  - Pacajes
  - Parinacochas
  - Quechuas
  - Quilacas-Asanaques
  - Soras
  - Ubinas
  - Yampara
  - Yanahuaras
  - Yauyos
- Capanahuas (es)
- Chachapoyas
- Chavín
- Chibchas
- Chimú
- Diaguita
- Huari
- Inca
- Moche
- Nazca
- Paracas
- Saraguro
- Sicán
- Tiahuanaco

### Régions dupiémont andin
- Panoan
- Jivaros (langues : aguaruna, huambisa, achuar, shuar) : Shuars, Achuars, Shiwiar, Aguarunas, Huambisas
- Shipibo (région Ucayali dans l'Amazonie péruvienne)
- Langues zaparoanes : andoa, arabela, cahuarano, zápara, iquito, conambo

### Amazone de l'ouest
- Tukanoan (ou Ticuna)
- Yagua
- korubo
- Langues (sélection) : 
  - Langues arawanes : arawá, banawá/jamamadí/jarawara, dení, culina, paumarí, suruwahá
  - Langues cahuapananes : chayahuita (shawi), jebero (shiwilu)
  - Langues cholonanes : cholón, hibito
  - Langues nambikwaranes : mamaindé, latundê, nambikwara du Sud, sabanê
  - Langues peba-yaguanes : yagua, peba (†), yameo (†)
  - Langues panoanes (ou pano) : amahuaca (en), capanahua, cashibo, cashinahua, chácobo, huariapano/panobo, isconahua, katukina, kaxararí (en), korubo, marinahua (en), marubo, matses, matis, nukuini, pacahuara, pisabo, poyanáwa, shipibo-conibo, yaminahua, yora
  - Langues tucanoanes : tucano, wanano, piratapuya, bara, waimaja, tuyuca, desano, siriano, tatuyo, carapana, macuna, yuriti, barasana, mirititapuya(†), arapaso(†), urubu-tapuya(†)
  - Langues witotoanes : bora, miraña, muinane, ocaina, witoto nɨpode, witoto mɨnɨca, witoto murui, witoto mɨca, nonuya
  - Langues yanomami

### Amazone du centre
- Arawaks
- Tupian, Langues tupi, langues tupi-guarani
- Culinas
- Rikbaktsa

### Amazonede l'est et du sud
- Asháninkas ou Campa
- Ge
  - Bororo
- Tupian
  - Guaranis Paraguay
- Kalapalo
- Kayapos
- Xavántes
- Potiguaras
- Shipibo
- Guajajaras
- Pataxó
- Yine

### Pointe sud de l'Amérique
- Mapuches
- Puelche
- Tehuelches
- Yamana
- Kawésqar
- Selknam
- Charrúa
- Gauchos